# West Atlantic UK
West Atlantic UK Limited (ранее известная как Atlantic Airlines Ltd) — британская авиакомпания, базирующаяся в аэропорту Ковентри (Западная Англия). Занимается перевозкой грузов по Европе и через Атлантический океан.

## Флот авиакомпании

### Флот West Atlantic UK в январе 2020
| Тип самолёта      | В эксплуатации | Заказов | Заметки                                   |
| ----------------- | -------------- | ------- | ----------------------------------------- |
| Boeing 737-300F   | 6              | —       |                                           |
| Boeing 737-400F   | 13             | —       |                                           |
| Boeing 737-800BCF | 4              | —       | Один борт в эксплуатации у FedEx Express. |
| Всего             | 23             | —       |                                           |